# Patty Griffin
Patricia Jean Griffin (Old Town (Maine), 16 maart 1964) is een Amerikaans muzikante (piano, gitaar) en singer-songwriter. Ze staat bekend om haar uitgeklede songwritingstijl in het folkmuziekgenre. Haar liedjes zijn gecoverd door talloze muzikanten, waaronder Emmylou Harris, Ellis Paul, Kelly Clarkson, Rory Block, Dave Hause, Sugarland en The Chicks. In 2007 ontving Griffin de prijs «Artist of the Year» van de Americana Music Association en haar album Children Running Through won de prijs voor beste album. In 2011 won Griffins album Downtown Church de Grammy Award voor «Best Traditional Gospel Album» en haar titelloze album uit 2019 won de Grammy Award voor «Best Folk Album».

## Biografie
Griffin is afkomstig uit Old Town, Maine, naast het Penobscot Native American-reservaat. Het jongste kind in haar familie, met zes oudere broers en zussen, kocht op 16-jarige leeftijd een gitaar voor $50. Ze zong en speelde, maar had niet de neiging om professioneel muzikant te worden. Na een huwelijk van zes jaar, dat eindigde in 1994, begon Griffin te spelen in koffiehuizen in Boston en werd ze gescout door A&M Records, dat haar contracteerde op basis van haar demotape. Toen de voltooide studio-opnamen bij A&M waren ingediend, dachten de leidinggevenden van het bedrijf dat het overgeproduceerd was, dus brachten producent Nile Rodgers en A&M in plaats daarvan een uitgeklede bewerking van haar demotape uit als het album Living with Ghosts. Griffins tweede album Flaming Red, uitgebracht in 1998, wijkt af van het akoestische geluid van Living with Ghosts, met een mix van zachte nummers en high-tempo rock-'n-roll-nummers. Het titelnummer Flaming Red is een voorbeeld van het laatste, beginnend met een gelijkmatige beat tot het stijgt tot een koortsachtige toonhoogte van emotie. Een ander nummer van het album, Tony, staat ook op het benefietalbum Live in the X Lounge.
Haar derde album Silver Bell heeft een geluid dat vergelijkbaar is met zijn voorganger. Het werd uitgebracht door A&M in 2013, 13 jaar nadat het was opgenomen (en ruim nadat gesmokkelde exemplaren waren verspreid). A&M ontbond het contract van Griffin, nadat Silver Bell was opgenomen en ze werd vervolgens gecontracteerd door Dave Matthews ATO Records. Griffin nam nummers van dat album opnieuw op voor latere publicaties, zoals Making Pies, Mother of God, Standing en Top of the World. Kopieën van de nog niet uitgebrachte Silver Bell zijn gelekt en gesmokkeld en kunnen gemakkelijk worden verkregen door de B & P-methode (blanco en postzegels) op mededelingenborden. In augustus 2013 werd aangekondigd dat UMe van plan was om in oktober 2013 Silver Bell, gemixt door producent Glyn Johns, uit te brengen. Vier albums volgden bij ATO: 1000 Kisses (2002), A Kiss in Time (2003), Impossible Dream (2004) en Children Running Through (2007).
In 2004 toerde Griffin met Emmylou Harris, Buddy Miller, Gillian Welch en David Rawlings als Sweet Harmony Travelling Revue. Op 6 februari 2007 bracht ze Children Running Through uit. Het album kwam binnen op #34 in de Billboard 200, met 27.000 verkochte exemplaren.
Griffins songs zijn opgenomen door tal van artiesten, waaronder de in Ierland geboren zangeres Maura O'Connell (Long Ride Home), Linda Ronstadt (Falling Down), de Dixie Chicks (Truth No. 2, Top of the World, Let Him Fly, Mary), Bette Midler, Melissa Ferrick en Missy Higgins (Moses), Beth Nielsen Chapman, Christine Collister en Mary Chapin Carpenter (Dear Old Friend), Jessica Simpson (Let Him Fly), Martina McBride (Goodbye), Emmylou Harris (One Big Love, Moon Song), Bethany Joy Galeotti (Blue Sky), The Wreckers (One More Girl), Keri Noble en Ruthie Foster (When It Don't Come Easy), Joan Osborne (What You Are), Solomon Burke (Up to the Mountain) en Miranda Lambert (Getting Ready). Kelly Clarkson speelde Up to the Mountain met Jeff Beck op gitaar, begeleid door wat orkestratie in de Idol Gives Back-aflevering van American Idol. De live-opname werd onmiddellijk daarna als single uitgebracht en bereikte #56 in de Billboard Hot 100 in de eerste week en gaf Griffin haar hoogste positie als songwriter. (Het publiek gaf Clarkson een staande ovatie na haar optreden). Griffins versie van het nummer was te horen in aflevering 11 van het vierde seizoen van de ABC-televisieshow Grey's Anatomy.

### Recent werk
In september 2008 zong Griffin You Got Growing Up to Do in een duet met indieartiest Joshua Radin op zijn album Simple Times. In oktober 2008 zong ze achtergrondzang op Todd Sniders cover van John Fogerty's Fortunate Son voor Sniders Peace Queer album. In februari 2009 was ze te horen op het album Feel That Fire van Dierks Bentley, in een duet op het nummer Beautiful World. In 2009 bracht Griffin samen met Mavis Staples en de Tri-City Singers een versie uit van het nummer Waiting for My Child to Come Home op het verzamelalbum Oh Happy Day: An All-Star Music Celebration. De samenwerking met Staples leidde ertoe, dat Peter York van EMI Griffin suggereerde een album met gospelsongs te maken. Griffin was het eens op de voorwaarde dat vriend en bandgenoot Buddy Miller de plaat mocht produceren. Het album Downtown Church (haar zesde studioalbum), opgenomen in de Downtown Presbyterian Church in Nashville, werd uitgebracht op 26 januari 2010. Het album met Shawn Colvin, Emmylou Harris en Griffins oude vrienden Buddy en Julie Miller, bevat nummers van Hank Williams sr., Willie Mae "Big Mama" Thornton en All Creatures of Our God and King (toegeschreven aan Franciscus van Assisi).
In juli 2010 toerde Robert Plant door de Verenigde Staten met Band of Joy, met Griffin als achtergrondzanger en zanger/gitarist Buddy Miller, multi-instrumentalist en zanger Darrell Scott, bassist/zanger Byron House en drummer/percussionist/zanger Marco Giovino. Ze is ook te horen op Plants soloalbum Band of Joy, dat in september 2010 werd uitgebracht door Rounder Records. In 2014 nam Griffin afscheid van Plant na een lange relatie. Ze hadden samengewoond en hun tijd verdeeld tussen Austin en Engeland. In 2019 bracht Griffin River uit, een nummer van haar aanstaande titelloze album en haar eerste nieuwe muziek sinds haar strijd tegen borstkanker. Patty Griffin werd op 8 maart 2019 uitgebracht. Op 11 januari 2019, samen met een officiële aankondiging van haar nieuwe albumpublicatie (op haar PGM Recordings-label via Thirty Tigers), het nieuwe nummer River, kondigde ze een concerttournee in het voorjaar van 2019 aan. Op 25 juni 2019 plaatste The New York Times Magazine Patty Griffin op een lijst van honderden artiesten, wiens materiaal naar verluidt werd vernietigd tijdens de Universal Fire van 2008.

### Film, televisie en theater
In 1997 werd Griffins nummer Not Alone van het album Living with Ghosts, gebruikt in de slotscène en aftiteling van de film Niagara, Niagara uit 1997. Het werd ook gebruikt aan het einde van aflevering 6 (Believers) van seizoen 1 van de televisieserie Crossing Jordan, uitgezonden op 29 oktober 2001. Over de publicatie in 2009 van de soundtrack van de televisieserie Without a Trace en aan het einde van aflevering 12 van seizoen 10 van de televisieserie NCIS, die werd uitgezonden op 15 januari 2013. Griffin is in verschillende films verschenen, waaronder Cremaster 2 en Elizabethtown van Cameron Crowe, waarvan de soundtrack haar nummer Long Ride Home en een cover van Moon River van Johnny Mercer en Henry Mancini bevat. In 1997 werd haar nummer One Big Love van het album Flaming Red gebruikt in de laatste scènes en aftiteling van de film Digging to China. In 2005 waren haar nummers Cold As It Gets, Rowing Song en Forgiveness te horen in Tim Kirkman's film Loggerheads met Bonnie Hunt, Tess Harper, Chris Sarandon, Michael Learned, Kip Pardue en Michael Kelly. Alleen Cold As It Gets en Forgiveness verschijnen op de soundtrack.
De film Griffin and Phoenix uit 2006 bevatte Nobody's Crying en Rain. In 2006 werd haar nummer Rain gebruikt in aflevering 17 (The Skull in the Desert) van seizoen 1 van de televisieserie Bones. In 2007 was haar nummer Heavenly Day prominent aanwezig aan het einde van aflevering 16 (Promise) van seizoen 6 van de televisieserie Smallville. In 2007 produceerde de Atlantic Theatre Company 10 Million Miles, een off-Broadway musical, geregisseerd door Michael Mayer, met muziek en teksten van Griffin. In 2009 werd haar nummer Mary gebruikt in aflevering 10 van seizoen 2 van Sons of Anarchy en When It Don't Come Easy beëindigde seizoen 2, aflevering 8 van In Plain Sight. Griffins eerste dvd Patty Griffin: Live From the Artists Den werd gefilmd op 6 februari 2007 in de Angel Orensanz Foundation for the Arts aan de Lower East Side in New York en werd later dat jaar uitgebracht. Selecties van de dvd waren te zien in het programma Live from the Artists Den bij Ovation TV, dat op 24 januari 2008 begon.
In 2007 werd Griffin door de Americana Music Association uitgeroepen tot «Artist of the Year», de hoogste onderscheiding van de vereniging, en haar album Children Running Through werd geselecteerd als «Best Album». Bij de prijsuitreiking speelde ze Trapeze met Emmylou Harris als harmonie. Op 13 juni 2008 speelde Griffin een akoestische-in-the-round-set in Nashville met Kris Kristofferson en Randy Owen (Alabama), voor een opname van een PBS-songwriterserie, die in december 2008 werd uitgezonden. Elk van hen speelde vijf nummers. Griffin speelde Top of the World, Making Pies, No Bad News, Up to the Mountain en Mary. In mei 2013 werd haar lied Heavenly Day gebruikt in een commercial voor Chevy's nieuwe Volt-automobiellijn, getiteld Volt: Silent Statement. In mei 2015 werd haar nummer Go Wherever You Wanna Go gebruikt in aflevering 22 van seizoen 10 van de televisieserie Supernatural. In 2015 was het nummer Let him fly een keerpunt voor Nick Yarris in de documentaire The Fear of Thirteen. In 2018 was het nummer Heavenly Day te zien in aflevering 5 van seizoen één in de Netflix-serie Haunting of Hill House.

## Discografie

### Albums
- 1996: Living with Ghosts (cd/cassette, A&M)
- 1998: Flaming Red (cd/cassette, A&M)
- 2002: 1000 Kisses (cd/cassette, ATO)
- 2004: Impossible Dream (cd/download, ATO)
- 2007: Children Running Through (cd/download, ATO)
- 2010: Downtown Church (cd/download, Credential)
- 2013: American Kid (cd/lp/download, New West)
- 2013: Silver Bell (cd/lp/download, A&M, UMe)
- 2015: Servant of Love (cd/lp/download, zelf uitgebracht/Thirty Tigers)
- 2019: Patty Griffin (cd/lp/download, zelf uitgebracht/Thirty Tigers)
- 2025: Crown of Roses (PGM)

### Livealbums
- 2003: A Kiss in Time (cd/cassette, ATO)
- 2008: Patty Griffin: Live from the Artist's Den (download/dvd, Artists Den)
- 2020: Before Sunrise (Live 1992) (download/streaming, Lo-Light Records)

### Andere bijdragen
- 1997: Live at the World Cafe: Vol. 5 (World Cafe Records) – Every Little Bit
- 1998: Lilith Fair: A Celebration of Women in Music (1998) – Cain (live opgenomen tijdens de 1997 tour)
- 2002: Live at the World Café: Vol. 15 - Handcrafted (World Café) – Rain
- 2002: 107.1 KGSR Radio Austin – Broadcasts Vol.10 – Rain
- 2005: Elizabethtown Soundtrack (RCA Records) – Long Ride Home, Moon River
- 2009: Oh Happy Day (EMI Gospel/Vector Recordings) – Waiting for My Child To Come Home (met Mavis Staples and The Tri-City Singers)
- 2010: Band of Joy (Decca Records/Rounder Records) - achtergrondzang voor Robert Plant op tracks 2-5, 8, 10-11
- 2011: I Love Tom T. Hall's Songs of Fox Hollow (Red Beet Records) – I Love
- ????: Live at the World Cafe: Vol. 16 – Sweet Sixteen  (World Cafe Records) – Makin' Pies

### Gastsingles
- 2009:	Seeing Stars (Jack Ingram)

### Muziekvideo's
- 1996:	Every Little Bit
- 1998:	One Big Love
- 2002:	Chief
- 2003:	Rain
- 2004:	Love Throw a Line
- 2009:	Beautiful World (met Dierks Bentley)
- 2010:	Little Fire
- 2013:	Ohio

- Bibliothèque nationale de France: cb14489563h (data)
- Gemeinsame Normdatei: 1043978992
- International Standard Name Identifier: 0000 0000 4565 7496
- Library of Congress Control Number: no99080829
- MusicBrainz: 6fddcfc3-20b6-48d0-87ba-8211eca3420c
- Nationale Bibliotheek van Tsjechië: xx0197534
- Nederlandse Thesaurus van Auteursnamen: 314016902
- SNAC: w6pt1xnc
- Virtual International Authority File: 68149106296568492631